# Intention
Intention è un singolo del supergruppo bulgaro Intelligent Music Project, pubblicato il 5 dicembre 2021.

## Descrizione
Nel novembre del 2020 gli Intelligent Music Project sono stati annunciati dall'emittente televisiva bulgara BNT come rappresentanti nazionali all'Eurovision Song Contest 2022 a Torino, ed è stato confermato che il loro brano eurovisivo sarebbe stato Intention, pubblicato il successivo 5 dicembre. La composizione del gruppo per l'evento vedrà Ronnie Romero come cantante e Bisser Ivanov, Slavin Slavčev, Ivo Stefanov, Dimităr Sirakov e Stojan Jankulov come musicisti. Jankulov aveva in precedenza rappresentato la Bulgaria all'Eurovision nelle edizioni del 2007 e del 2013. Nel maggio successivo gli Intelligent Music Project si sono esibiti durante la prima semifinale della manifestazione europea, dove si sono piazzati al 16º posto su 17 partecipanti con 29 punti totalizzati, non riuscendo a qualificarsi per la finale. Sono risultati i preferiti dal televoto in Albania.

## Tracce
1. Intention – 2:58